# Ousmane Diomande
Ousmane Diomande, né le 4 décembre 2003 à Abidjan, est un footballeur international ivoirien qui joue au poste de défenseur central au Sporting Portugal.

## Biographie

### Carrière en club
Né à Abidjan en Côte d'Ivoire, Ousmane Diomande est un jeune produit du club ivoirien Olympic Sport Abobo FC qu'il a rejoint à l'âge de 10 ans.
En janvier 2020, il intègre l'académie des jeunes du club danois de FC Midtjylland.
Le 5 août 2022, il est prêté au club portugais de CD Mafra en deuxième division portugaise.
Après de bonnes performances avec son club, son prêt est écourté à la mi-saison. Le 31 janvier 2023, Ousmane est transféré dans le club portugais du Sporting Portugal pour 7,5 millions d'euros, signant un contrat jusqu'en 2027.
Au Sporting CP, Ousmane Diomande perçoit un salaire annuel de 580 000 euros (377 000 000 FCFA).

### Carrière en sélection
En septembre 2023, Ousmane est convoqué pour la première fois avec la Côte-d’Ivoire. Il honore sa première sélection le 9 septembre 2023, lors d'une victoire 1-0 contre le Lesotho  en qualifications pour la Coupe d'Afrique des nations 2023.
Le 28 décembre 2023, il est retenu dans la liste des vingt-sept joueurs ivoiriens sélectionnés par Jean-Louis Gasset pour disputer la Coupe d'Afrique des nations 2023.
Le 6 janvier 2024, Il inscrit son premier but avec la sélection ivoirienne lors d'un match de préparation à la CAN 2023 contre la Sierra Leone.

## Statistiques
| Saison                | Club                  | Championnat           | Championnat | Championnat | Championnat | Coupe nationale | Coupe nationale | Coupe nationale | Coupe de la Ligue | Coupe de la Ligue | Coupe de la Ligue | Supercoupe | Supercoupe | Supercoupe | Compétition(s) continentale(s) | Compétition(s) continentale(s) | Compétition(s) continentale(s) | Compétition(s) continentale(s) | Côte d'Ivoire | Côte d'Ivoire | Côte d'Ivoire | Total | Total | Total |
| Saison                | Club                  | Division              | M.          | B.          | P.d.        | M.              | B.              | P.d.            | M.                | B.                | P.d.              | M.         | B.         | P.d.       | Comp.                          | M.                             | B.                             | P.d.                           | M.            | B.            | P.d.          | M.    | B.    | P.d.  |
| 2022-2023             | CD Mafra (prêt)       | Liga 2 Portugal       | 13          | 0           | 0           | 1               | 0               | 0               | 3                 | 1                 | 0                 | -          | -          | -          | -                              | -                              | -                              | -                              | -             | -             | -             | 17    | 1     | 0     |
| Sous-total            | Sous-total            | Sous-total            | 13          | 0           | 0           | 1               | 0               | 0               | 3                 | 1                 | 0                 | -          | -          | -          | -                              | -                              | -                              | -                              | -             | -             | -             | 17    | 1     | 0     |
| 2022-2023             | Sporting CP           | Liga Portugal Betclic | 13          | 1           | 0           | -               | -               | -               | -                 | -                 | -                 | -          | -          | -          | C3                             | 4                              | 0                              | 0                              | -             | -             | -             | 17    | 1     | 0     |
| 2023-2024             | Sporting CP           | Liga Portugal Betclic | 26          | 2           | 1           | 3               | 0               | 0               | 1                 | 0                 | 0                 | -          | -          | -          | C3                             | 8                              | 1                              | 0                              | 7             | 1             | 0             | 45    | 4     | 1     |
| 2024-2025             | Sporting CP           | Liga Portugal Betclic | 31          | 2           | 0           | 3               | 0               | 0               | 2                 | 0                 | 0                 | 1          | 0          | 0          | C1                             | 9                              | 0                              | 0                              | 2             | 1             | 0             | 48    | 3     | 0     |
| 2025-2026             | Sporting CP           | Liga Portugal Betclic | 1           | 0           | 0           | 0               | 0               | 0               | 0                 | 0                 | 0                 | 1          | 0          | 0          | C1                             | 0                              | 0                              | 0                              | 0             | 0             | 0             | 2     | 0     | 0     |
| Sous-total            | Sous-total            | Sous-total            | 71          | 5           | 1           | 6               | 0               | 0               | 3                 | 0                 | 0                 | 2          | 0          | 0          | -                              | 21                             | 1                              | 0                              | 9             | 1             | 0             | 112   | 7     | 1     |
| Total sur la carrière | Total sur la carrière | Total sur la carrière | 84          | 5           | 1           | 7               | 0               | 0               | 6                 | 1                 | 0                 | 2          | 0          | 0          | -                              | 21                             | 1                              | 0                              | 9             | 1             | 0             | 129   | 8     | 1     |

## Palmarès

### En Club
- Sporting CP
  - Champion du Championnat du Portugal en 2024 et en 2025.
  - Finaliste de la Supercoupe du Portugal de football en 2024

### En sélection nationale
- Côte d'Ivoire
  - Vainqueur de la Coupe d'Afrique des nations en 2024[8]